# Cher
 For alternative betydninger, se Cher (flertydig). (Se også artikler, som begynder med Cher)
Cher (født Cheryl Sarkisian, 20. maj 1946) er en amerikansk sanger og skuespiller. 

Hun begyndte sin karriere som backingsanger for bl.a. Phil Spector, indtil hun i 1965 dannede duoen Sonny & Cher med sin daværende ægtemand Sonny Bono. I de følgende år indspillede de en række sange, der blev store internationale salgssucceser, bl.a. "I Got You Babe" (1965) og "The Beat Goes On" (1967). Cher blev skilt fra Sonny Bono i 1975 – efter 11 års ægteskab. Som solist indspillede hun i samme periode bl.a. "Bang Bang (My Baby Shot Me Down)" (1966) og "Sunny" (1966). I 1970'erne satsede hun på en solokarriere, og efter skilsmissen udsendte hun sangen "Dark Lady", der blev en millionsælger. I 1975 blev hun vært i sit eget tv-show Cher og tog derefter springet til spillefilm og vandt igennem 1980'erne store anerkendelse som skuespiller i film som Mike Nichols' Silkwood (1983) og Norman Jewisons Moonstruck (1987), der gav hende en Oscar.
Efter en periode med sygdom i 1990'erne fik hun i 1998 et stort comeback med albummet Believe, der har solgt over 20 millioner eksemplarer, og singlen og titelnummeret Believe har solgt over 11 millioner eksemplarer. Den efterfølgende turne var ligeledes en enorm succes, men efter således at have badet i succes i nogle år, valgte hun at indstille turnelivet med en afskedskoncert i Hollywood Bowl i 2005. 20. september 2013 udgav hun sit 25. album Closer to the Truth.
Cher har bemærkelsesværdigt haft sange på førstepladsen på Billboard Hot 100 i seks årtier (1960’erne til 2010'erne).

## Karrierens start
Hun mødte som ganske ung Sonny Bono, der hjalp hende indenfor i varmen hos pladeproduceren Phil Spector, hvor hun startede som korsanger. Hun indspillede et par plader som solist, men uden den store succes. Derefter begyndte hun at optræde med Sonny, først under navnet Caesar and Cleo uden videre succes, der først kom, da de gik over til at bruge deres egne navne som Sonny and Cher. De indspillede "I've Got You Babe" i 1965 og fik straks kæmpesucces, idet pladen blev nummer 1 på den amerikanske hitliste. Efterfølgende hittede Cher som solist på de amerikanske og britiske hitlister, med bl.a. Bob Dylan-coversangen "All I Really Want to Do" og "Bang Bang (My Baby Shot Me Down)" skrevet af Sonny.  
Sonny og Cher blev tidligt gift, og sidst i 1960'erne var deres popularitet som sangduo for nedadgående. De fik en datter, Chastity, i 1969, og de forsøgte sig med forskellige filmprojekter uden succes. Filmprojekterne efterlod derfor parret bankerot. Efter nogle år væk fra rampelyset, genopfandt Sonny og Cher sig i 1971 med deres humoristiske tv-shows som var en kæmpe succes, og blev ugentligt set af over 20 millioner amerikanere. Deres pladekarriere blomstrede igen som effekt af tv-populariteten, og de var igen på hitlisterne med numre som "All I Ever Need Is You og "A Cowboy's Work Is Never Done". Snart efter fik Cher også sin første solosucces med pladen Gypsys, Tramps and Thieves, som nåede toppen af hitlisten i Amerika. Efterfølgende toppede Cher igen USA's hitlister med numrene "Half-Breed" og "Dark Lady". 
I 1974 knagede ægteskabet, og Sonny og Cher blev skilt året efter. Deres fælles tv-show stoppede som følge heraf, og de fik begge to deres eget tv-show. Sonnys soloshow blev hurtigt aflyst, imens Chers var en kæmpe succes. Hun giftede sig med sangeren Gregg Allman fra Allman Brothers Band i 1975 og fik sønnen Elijah det følgende år. Efter Sonny og Cher blev skilt, udgav Cher i den sidste del af 1970'erne, en række albums der klarede sig katastrofalt på hitlisterne. 

## Skuespillerkarriere og succesrig comeback som sanger
Mod slutningen af 1970'erne forsøgte Cher sig igen med soloplader og opnåede kæmpe succes. Hendes comeback album fra 1979, Take Me Home, klarede sig godt på hitlisterne og indeholdt det store discohit "Take Me Home", der fik hende frem i rampelyset igen. Men igen dalede populariteten relativt hurtigt, så Cher så sig om efter nye muligheder. Hun fik en rolle i teaterstykket Come Back to the Five-and-Dime, Jimmy Dean, Jimmy Dean på Broadway i 1982, hvor hun fik fine anmeldelser. Hun gentog rollen i filmatiseringen af stykket, og dermed var vejen banet for en seriøs filmkarriere. 
I de følgende år medvirkede hun i en hel del film, og i 1988 fik hun en Oscar for bedste kvindelige hovedrolle i filmen Lunefulde måne. Samtidig indspillede hun et par plader, der skaffede hende de hidtil højeste salgstal. Efter en periode med sygdom i 1990'erne fik hun i 1998 et formidabelt comeback med pladen Believe, der er solgt i over 20 millioner eksemplarer. Den efterfølgende turne var ligeledes en enorm succes, men efter således at have badet i succes i nogle år, valgte hun at indstille turnelivet med en afskedskoncert i Hollywood Bowl i 2005.
Helt færdig med scenelivet var Cher dog ikke. I begyndelsen af 2008 tog hun over efter Céline Dion på casinoet Caesars Palace i Las Vegas, hvor hun fik kontrakt for de følgende to år.
Hun fik endnu et comeback i filmens verden, da hun i 2010, som 64-årig, spillede rollen som Tess i filmen Burlesque. Efter en pause på 12 år udgav Cher  albummet Closer To The Truth i 2013. Albummet fik moderat succes. I 2018 medvirkede Cher i blockbuster-filmen Mamma Mia: Here We Go Again, hvor hun sang to ABBA-sange på filmens soundtrack. Dette gav Cher inspirationen til at optage et album, hvor hun sang ABBAs klassiske hits. "Dancing Queen" blev udgivet den 28. september 2018 og solgte 153.000 kopier ifølge Bilboard 200-listen i USA, det højeste fysiske albumsalg for et popalbum i 2018.[kilde mangler]

## Albumudgivelser
- All I Really Want to Do (1965)
- The Sonny Side of Chér (1966)
- Chér (1966)
- With Love, Chér (1967)
- Backstage (1968)
- 3164 Jackson Highway (1969)
- Gypsys, Tramps and Thieves (1971)
- Half Breed (1973)
- Dark Lady (1974)
- Stars (1975)
- I'd Rather Believe in You (1976)
- Cherished (1977)
- Take Me Home (1979)
- Prisoner (1979)
- I Paralyze (1982)
- Cher (1987)
- Heart of Stone (1989)
- Love Hurts (1991)
- It's a Man's World (1995)
- Believe (1998)
- not.com.mercial (2000)
- Living Proof (2001)
- Closer to the Truth (2013)
- Dancing Queen (2018)

## Film (uddrag)
- James Dean længe leve (1982)
- Silkwood (1983)
- Masken (1985)
- Heksene fra Eastwick (1987)
- Lunefulde måne (1987)
- Skønne sild (1990)
- Te med Mussolini (1999)
- Burlesque (2010)
- Mamma Mia! Here We Go Again (2018)